# إفريت ستيفنز
إفريت ستيفنز (بالإنجليزية: Everette Stephens)‏ مواليد 21 أكتوبر 1966 في إيفانستون، هو لاعب كرة سلة أمريكي سابق. بدأ مسيرته الاحترافية في سنة 1988. تم اختياره من قبل فريق فيلادلفيا سفنتي سيكسرز خلال الدرافت. يبلغ طوله 6 قدم 2 بوصة (1.9 م). اعتزل اللعب في 1994.

## روابط خارجية
- إفريت ستيفنز على موقع إن بي أي (الإنجليزية)
- إفريت ستيفنز على موقع سبورتس رفرنس (الإنجليزية)
- إفريت ستيفنز على موقع كرة السلة الأوروبية.كوم (الإنجليزية)
- إفريت ستيفنز على موقع كلية كرة السلة في سبورتس رفرنس.كوم (الإنجليزية)
- إفريت ستيفنز على موقع ريلجم (الإنجليزية)
- إفريت ستيفنز على موقع بروبوليرز (الإنجليزية)